# مخمل قومي (رواية)
مخمل قومي National Velvet رواية للكاتبة إنيد باغنولد، نشرت عام 1935.
الرواية تحكي قصة مايك تايلر الفارس الإنجليزي العنيد الذي يتعرض لحادث يعيقه عن ممارسة الرياضة، فيخطط لسرقة العائلة الريفية التي يعمل لها، لكن إرادته هذه تضعف مع اللطف الذي تبديه تجاهه الطفلة فيلفيت التي تشاركه ذات الولع بالخيول، فيلفيت تربح حصاناً مميزاً جداً عن طريق اليانصيب، وتدخله إلى منافسات الخيول الوطنية الكبرى، لكنها سرعان ما تكتشف بأن مايك تايلر ما يزال عاجزاً عن خوض سباقات كهذه، فيهيئها تايلر للتخفي في زي فارس وخوض السباق بنفسها، فتربحه.
وقد حولت الرواية إلى فيلم سينمائي، قامت بدور فيلفيت فيه إليزابيث تيلور وهي في عمر 12 سنة. واختير الفيلم من أفضل 10 أفلام كلاسيكية في تاريخ السينما.